# Puke (Tonga)
Puke  es una localidad del distrito de Kolomotu'a, en Tonga. Tiene una población de 944 habitantes en 2021.